# Споменици културе у општини Мало Црниће
Следи списак споменика културе у општини Мало Црниће:
| ИД      | Слика                                          | Назив                                          | Адреса | Координате                                     | Место                  | Градска општина | Општина     | Надлежни завод |
| ------- | ---------------------------------------------- | ---------------------------------------------- | ------ | ---------------------------------------------- | ---------------------- | --------------- | ----------- | -------------- |
| СК 572  | Црква Заова                                    | Црква Заова                                    |        | 44.503668°N 21.27515°E / 44.503668, 21.27515   | Топоница (Мало Црниће) |                 | Мало Црниће | СМЕДЕРЕВО      |
| СК 618  | Црква Светог Игњатија Богоносца у Малом Црнићу | Црква Светог Игњатија Богоносца у Малом Црнићу |        | 44.558384°N 21.286052°E / 44.558384, 21.286052 | Мало Црниће            |                 | Мало Црниће | СМЕДЕРЕВО      |
| СК 619  | Црква Светих Петозарних мученика у Смољинцу    | Црква Светих Петозарних мученика у Смољинцу    |        | 44.606006°N 21.346454°E / 44.606006, 21.346454 | Смољинац               |                 | Мало Црниће | СМЕДЕРЕВО      |
| СК 701  | Црква Светог Томе у Божевцу                    | Црква Светог Томе у Божевцу                    |        | 44.541999°N 21.395218°E / 44.541999, 21.395218 | Божевац (Мало Црниће)  |                 | Мало Црниће | СМЕДЕРЕВО      |
| СК 1710 | Воденица Мирослава Станимировића у Црљенцу     | Воденица Мирослава Станимировића у Црљенцу     |        | 44.494561°N 21.358749°E / 44.494561, 21.358749 | Црљенац                |                 | Мало Црниће | СМЕДЕРЕВО      |
| СК 1722 | Црква Светог Преображења у Шапинама            | Црква Светог Преображења у Шапинама            |        | 44.578486°N 21.367182°E / 44.578486, 21.367182 | Шапине                 |                 | Мало Црниће | СМЕДЕРЕВО      |